# 2
2 (II) je bilo navadno leto, ki se je po julijanskem koledarju začelo na nedeljo ali ponedeljek (odvisno od vira). Po proleptičnem julijanskem koledarju se je začelo na nedeljo.

## Dogodki
- Gaj Cezar se sreča pri Evfratu sreča s partskim kraljem.

## Rojstva
- Apolonij iz Tjane, filozof († 98)

## Smrti
- Lucij Cezar (*17 pr. n. št.)